# Wierchowje (Krutowskoje, dawniej Bielajewskoje)
Wierchowje (ros. Верховье) – wieś (ros. деревня, trb. dieriewnia) w zachodniej Rosji, w osiedlu wiejskim Krutowskoje rejonu wieliskiego w obwodzie smoleńskim.

## Geografia
Miejscowość położona jest nad Dźwiną, przy drodze federalnej R131 (Wieliż – Sieńkowo), 4 km od granicy z Białorusią, 20,5 km od centrum administracyjnego osiedla wiejskiego (Krutoje), 19,5 km od centrum administracyjnego rejonu (Wieliż), 101 km od Smoleńska.
W granicach miejscowości znajdują się ulice: Lipowaja, Ługowaja, Mira.

## Demografia
W 2010 r. miejscowość liczyła sobie 29 mieszkańców.

## Urodzeni w dieriewni
- Boris Nikołajewicz Siemierskij (6.03.1907 – 5.12.1976) – radziecki doktor nauk geograficznych, profesor geografii ekonomicznej[5]